# Ciclone Idai
O ciclone Idai foi o ciclone tropical mais forte a atingir Moçambique desde Jokwe em 2008. A décima tempestade nomeada e o sétimo ciclone tropical da temporada de ciclones no Índico Sudoeste de 2018-2019, o Idai teve origem numa depressão tropical que se formou na costa leste de Moçambique em 4 de março. A depressão atingiu o país no final do dia e permaneceu como um ciclone tropical durante toda a sua caminhada por terra. No dia 9 de março, a depressão ressurgiu no Canal de Moçambique e foi atualizada para a Tempestade Tropical Moderada Idai no dia seguinte.
O sistema começou então a intensificar-se rapidamente, atingindo uma intensidade de pico inicial como um intenso ciclone tropical com ventos de 175 km/h em 11 de março. Idai então começou a enfraquecer devido a mudanças estruturais em curso dentro de seu núcleo interno, caindo para a intensidade do ciclone tropical. A intensidade de Idai permaneceu estagnada por aproximadamente um dia antes de começar a se intensificar novamente. Em 14 de março, Idai atingiu a intensidade máxima com ventos máximos sustentados de 195 km/h e uma pressão central mínima de 940 hPa (27,76 inHg). Idai começou então a enfraquecer à medida que se aproximava da costa de Moçambique devido a condições menos favoráveis. Em 15 de março, Idai atingiu terra firme perto da Beira, em Moçambique, como um ciclone tropical intenso. Idai trouxe fortes ventos e causou graves inundações em Madagascar, Malawi e Zimbábue, além de Moçambique, que mataram mais de 1.000 pessoas e afetaram outras centenas de milhares de pessoas.

## Impacto

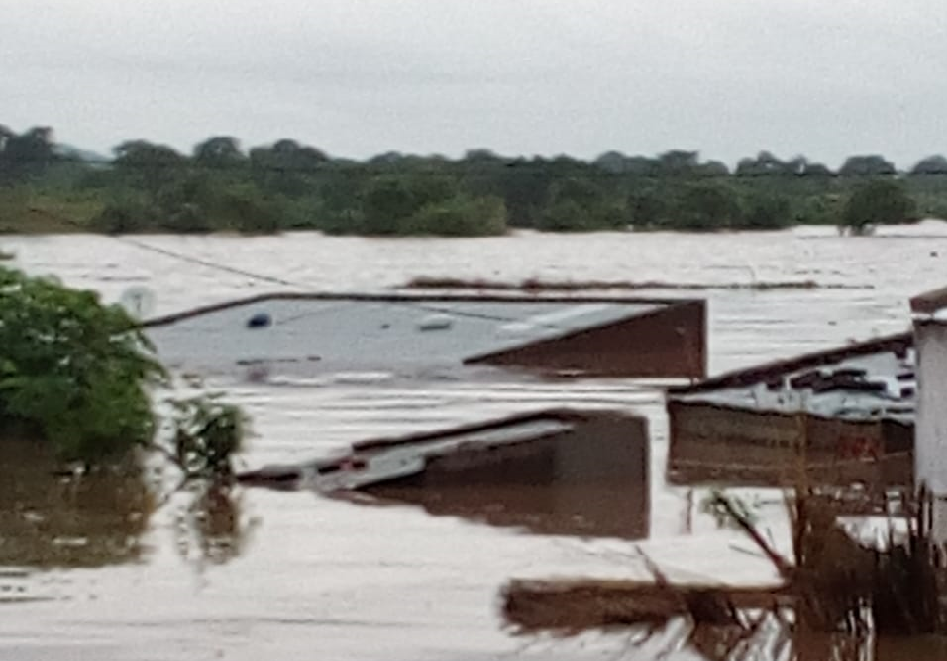
Enchentes em Tete, Moçambique inundaram numerosas casas depois de Idai ter feito a sua primeira aterragem

Idai causou graves inundações em Madagascar, Malauí, Moçambique, Zimbábue e África do Sul, causando mais de 900 mortes. Só em Moçambique contaram-se 518 vítimas mortais. Mais de 2,5 milhões de pessoas experimentaram os efeitos diretos do ciclone, com centenas de milhares precisando de ajuda.
A Federação Internacional das Sociedades da Cruz Vermelha e do Crescente Vermelho descreveu os danos na região como "massivos e horripilantes", sendo que corpos foram encontrados a flutuar nas águas de Beira depois da tempestade. Dias após a chegada do ciclone, os rios Pungoé e Buzi, no centro de Moçambique, sobrepuseram as suas margens. Em 19 de Março, uma secção de 50 km do Buzi continuava inundada.
O Presidente de Moçambique, Filipe Nyusi, disse que mais de 1000 pessoas morreram e que este foi "um dos piores desastres" no hemisfério sul, depois que o rápido aumento das águas causou um "oceano interior" em Moçambique.

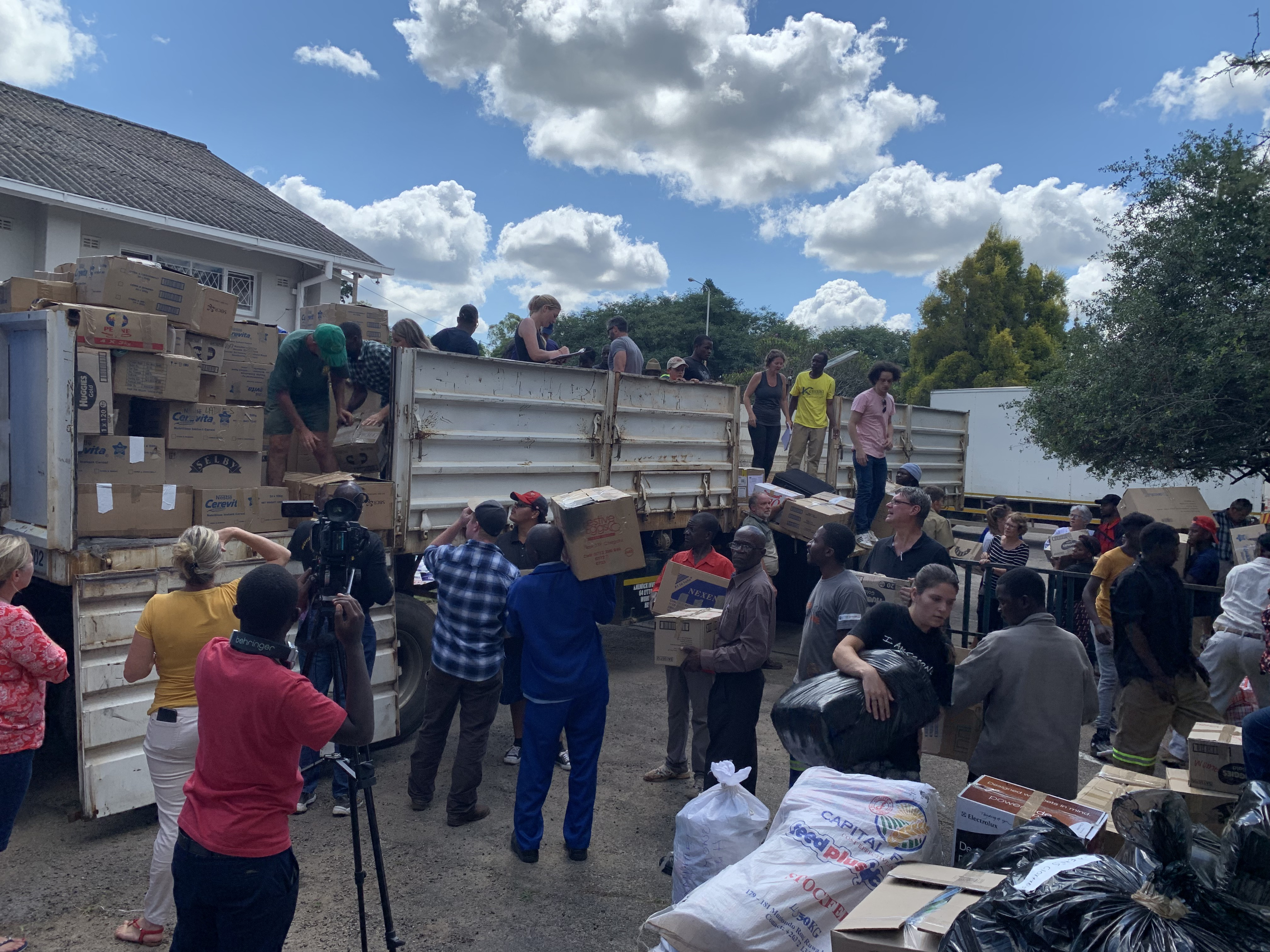
Voluntários distribuem ajuda humanitária em Chimanimani.

O UNICEF estimou que são necessários cerca de 10 milhões de dólares para as necessidades mais urgentes das crianças. As Nações Unidas e seus parceiros apelaram por 40,8 milhões de dólares como ajuda de emergência para ajudar as pessoas afetadas pelo Idai em Moçambique.
A Força Nacional de Defesa da África do Sul prestou assistência aérea e terrestre aos esforços de socorro no Malawi e Moçambique a partir de 16 de março. Em 18 de março, o Departamento para o Desenvolvimento Internacional do Reino Unido enviou 7,95 milhões de dólares para Moçambique e Malawi como ajuda humanitária. Em 19 de março, a União Europeia liberou uma ajuda emergencial de 3,5 milhões de euros (3,97 milhões de dólares) para Moçambique, Malawi e Zimbábue, enquanto a Sociedade do Crescente Vermelho dos Emirados Árabes Unidos forneceu uma ajuda emergencial de 4,98 milhões de dólares para os países já citados.
Em 22 de março, o Brasil anunciou a doação de 100 mil euros para apoiar o governo de Moçambique nos trabalhos de resgate e reconstrução emergenciais. A doação será feita por meio de fundo solidário a ser criado no âmbito da Comunidade dos Países de Língua Portuguesa.